# Graciela Salicrup
Graciela Beatriz Salicrup López (7 avril 1935 - 29 juin 1982) est une architecte, une archéologue et une mathématicienne mexicaine. Dans les années 1970 et 1980, elle a été une pionnière dans le domaine de la topologie catégorique. La majeure partie de ses travaux ont été publiés en espagnol et ses contributions originales n’ont été largement reconnues qu’après sa mort prématurée. 

## Biographie
Graciela Beatriz Salicrup Lopez est née à Mexico le 7 avril 1935 et a fréquenté le Colegio Alemán pour ses études primaires. Elle a été admise à l'Escuela Nacional Preparatoria (en) pour ses études secondaires, où elle a étudié les mathématiques. Ses parents ont estimé que l'attention de Graciela sur ses études et son intérêt extrême pour les mathématiques pourraient indiquer un problème mental, et lui ont fait consulter un psychiatre, Armando Hinojosa Cavazos. Il est devenu son mari et ils auront trois enfants. 
Graciela a fréquenté l'université nationale autonome du Mexique (UNAM), où elle a obtenu un diplôme en architecture en 1959. Elle a participé aux fouilles de Teotihuacan et a travaillé à la restauration de peintures et de sites avec l'archéologue Laurette Séjourné. Mariée et mère de trois enfants, elle souhaitait toujours devenir mathématicienne et s’est finalement inscrite à la Faculté des sciences en 1964 pour étudier les mathématiques. Entre 1966 et 1968, elle a enseigné les mathématiques à la faculté d'architecture de l'UNAM. Sa thèse, acceptée en 1969, portait sur le sous-groupe de Jiang Boju. 
Après avoir obtenu son diplôme en 1969, Graciela a commencé à enseigner à la faculté des sciences de l'UNAM. En 1970, elle a été nommée chercheuse à l'Institut de mathématiques de l'UNAM, où elle a travaillé avec le Dr. Roberto Vázquez. Les travaux de Graciela portaient sur la structure de la catégorie Top des espaces topologiques et sur les fonctions continues. Ses travaux ont lié des concepts tels que la réflexivité (en) ou la corréflexivité à ceux de connexité et de coexistence, à la fois dans Top et dans certaines sous-catégories de Top (et dans certaines catégories concrètes plus générales) . Les publications qu'elle a co-écrites avec Vázquez étaient toujours en espagnol, de sorte que de nombreux mathématiciens n'étaient pas au courant de son travail. 

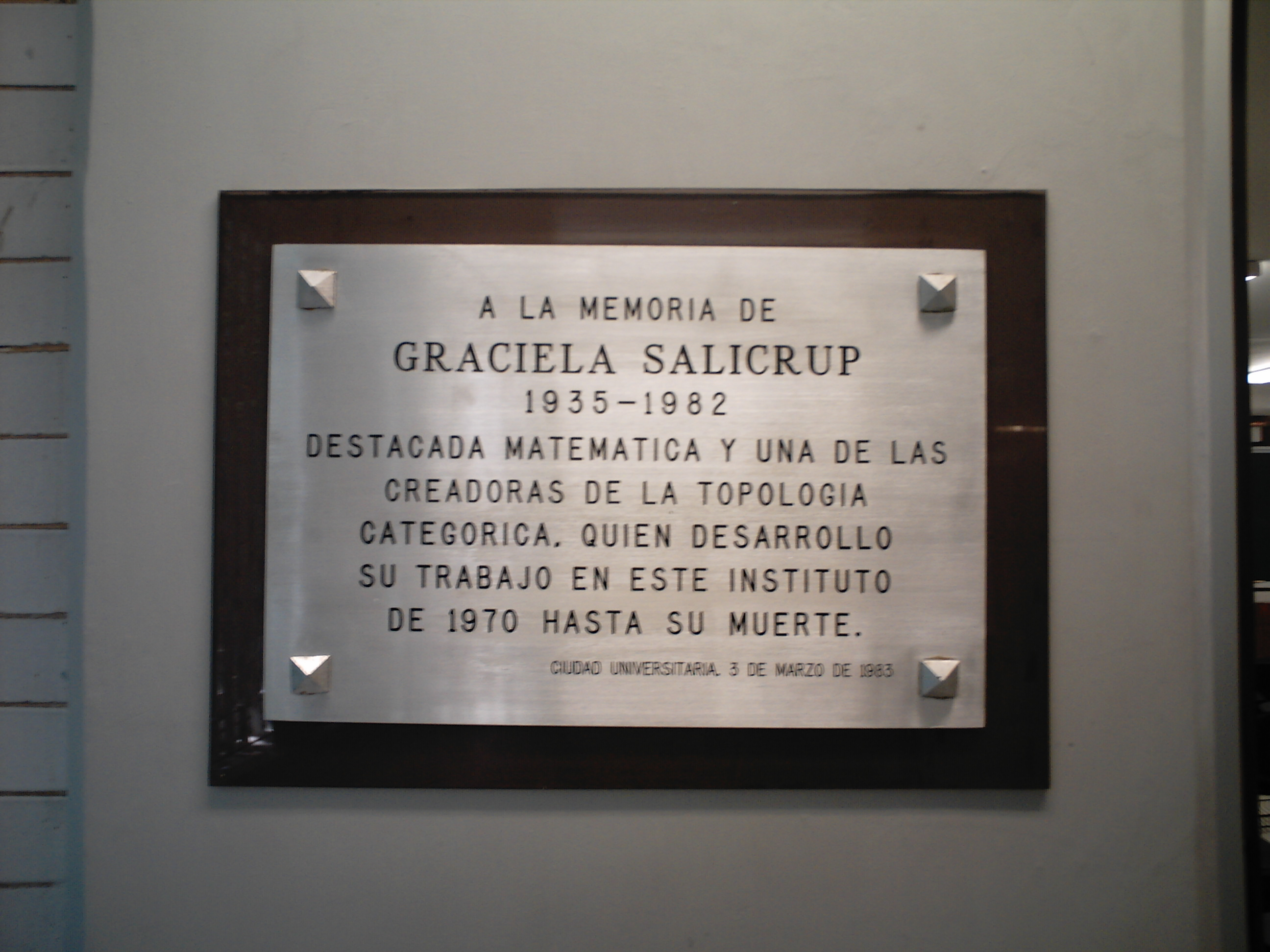
Plaque au Salón Graciela Salicrup, Institut de mathématiques de l'UNAM.

À la fin des années 1970, Graciela et certains confrères mathématiciens ont pris des dispositions pour suivre des cours d'allemand, car il existait un groupe important de topologues écrivant en allemand, dont Horst Herrlich. Peu avant sa mort, Graciela s'est brouillée avec Roberto Vázquez et ils ont cessé de collaborer. En été 1982, Lamar Bentley et Horst Herrlich lui rendirent visite, elle envisagea de collaborer avec eux. Peu après, Graciela subit une chute qui la blessa gravement. Elle ne s'est pas rétablie et est décédée le 29 juillet 1982. La salle principale de l'Institut de mathématiques de l'UNAM porte son nom. 

## Sélection de publications

### Architecture
- Laurette Séjourné, « La cerámica de Teotihuacán », Cuadernos Americanos,‎ mai-juin 1963Graphiques de répartition des différents types de céramiques par Graciela.
- Laurette Séjourné, « Interpretación de un jeroglífico teotihuacano », Cuadernos Americanos,‎ septembre-octobre 1962Peintures d'Abel Mendoza et Graciela.
- Laurette Sejourné, Arquitectura y pintura en Teotihacán, México, Siglo XXI Editores, 1966Cartes et perspectives par Graciela.

### Mathématiques
- Graciela Salicrup, Subgrupo de Jiang-Bo-Ju, F. de Ciencias, UNAM, 1969.
- Graciela Salicrup et Roberto Vázquez, « Fibraciones y correflexiones », Anales del Instituto de Matemáticas, UNAM,‎ 1970
- Graciela Salicrup et Roberto Vázquez, « Fibraciones y correflexiones II », Anales del Instituto de Matemáticas, UNAM,‎ 1971
- Graciela Salicrup et Roberto Vázquez, « Categor´ias de conexi´on », Anales del Instituto de Matemáticas, UNAM,‎ 1972
- Graciela Salicrup et Roberto Vázquez, « T-cocientes », Anales del Instituto de Matemáticas, UNAM,‎ 1973
- Graciela Salicrup, « Reflexividad y coconexidad en Top », Anales del Instituto de Matemáticas, UNAM,‎ 1974
- Graciela Salicrup et Roberto Vázquez, « Expansiones A-conexas y subespacos A-máximos », Anales del Instituto de Matemáticas, UNAM,‎ 1975
- Graciela Salicrup et Roberto Vázquez, « Objetos máximos en categorías de conexión de Top », Anales del Instituto de Matemáticas, UNAM,‎ 1975
- Graciela Salicrup et Roberto Vázquez, « On functors with quasi-small fibres », Anales del Instituto de Matemáticas, UNAM,‎ 1977
- Graciela Salicrup, « Epirreflexividad y conexidad en categorías concretas topológicas », Anales del Instituto de Matemáticas, UNAM,‎ 1978
- Graciela Salicrup, Roberto Vázquezz et Horst Herrlich, « Dispersed factorization structures », Canadian Journal of Mathematics, no 31,‎ 1979
- Graciela Salicrup, Roberto Vázquez et Horst Herrlich, « Light factorization structures », Quaestiones Mathematicae,‎ 1979
- Graciela Salicrup et Roberto Vázquez, Connection and disconnection, Springer, coll. « Lecture Notes in Mathematics », 1979
- Graciela Salicrup, « Normal connection subcategories », Anales del Instituto de Matemáticas, UNAM,‎ 1980
- Graciela Salicrup, « Multirreflexividad y multicorreflexividad », Memorias SET,‎ 1981
- Graciela Salicrup, « Multiepireflective subcategories », Topology and Its Applications, Elsevier,‎ 1982
- Graciela Salicrup, Local monocoreflectivity in topological categories, Springer, coll. « Lecture Notes in Mathematics », 1982
- Graciela Salicrup, Horst Herrlich et George Strecker, « Factorizations, denseness, separation, and relatively compact objects », Proceedings of the 8th International Conference on Categorical Topology,‎ 1986